# ECE Projektmanagement
Einkaufs-Center-Entwicklung Projektmanagement GmbH&Co. KG була заснована в 1965 році в Німеччині Вернером Отто. Є найбільшою девелоперською компанією повного циклу в Європі, в її управлінні — 97 торгових центрів загальною площею 3 млн м², ще 25 — на стадії будівництва. Керує 54 офісними об'єктами площею 1,02 млн м², ще 25 будуються. Річний оборот торгових центрів — 12 млрд євро.
Компанія зайшла до України наприкінці 2006 року. Планувалося, що в найближчі п'ять років вона побудує близько п'яти торгових центрів формату shopping mall площею 50-80 тис. м² у великих містах України. Для реалізації проектів в Україні, а також в Росії глава ECE Олександр Отто і члени його сім'ї зареєстрували приватний інвестиційний фонд обсягом понад 1 млрд євро (з них на Україну планувалося витратити трохи менше половини).

## Проекти
- Галерея Краковська

## Виноски
1. ↑  https://www.ece.com/unternehmen/daten-und-fakten/
2. 1 2  https://www.ece.com/de/unternehmen/daten-und-fakten/
3. ↑  УНІАН. З України втік один з найбільших інвесторів Європи. Архів оригіналу за 1 листопада 2008. Процитовано 29 жовтня 2008.